# گولوخا
گولوخا (به لاتین: Golukha) یک منطقهٔ مسکونی در روسیه است که در سرزمین آلتای واقع شده‌است.